# Beauraing
Beauraing (valonă Biarin) este un oraș francofon din regiunea Valonia din Belgia. Comuna Beauraing este formată din localitățile Beauraing, Baronville, Dion, Felenne, Feschaux, Focant, Froidfontaine, Honnay, Javingue, Martouzin-Neuville, Pondrôme, Vonêche, Wancennes, Wiesme și Winenne. Suprafața sa totală este de 174,55 km². La 1 ianuarie 2008 comuna avea o populație totală de 8.540 locuitori. 
Ccomuna Beauraing se învecinează cu comunele belgiene Houyet, Rochefort, Gedinne, Wellin, Daverdisse și cu comunele franceze Givet și Fromelennes.

## Localități înfrățite
- Franța: Seurre.